# Anton Dohrn
Anton Dohrn (Estetino, 29 de dezembro de 1840 - Munique, 26 de setembro de 1909) ) foi um zoólogo alemão.
Foi um proeminente darwinista, fundador e primeiro diretor da Estação Zoológica de  Nápoles.

## Algumas obras
- Der Ursprung der Wirbelthiere und das Princip des Functionswechsels. Genealogische Skizzen, Leipzig 1875
- Die Pantopoden des Golfes von Neapel und der angrenzenden Meeres-Abschnitte, Leipzig 1881
- Studien zur Urgeschichte des Wirbelthierkörpers, Leipzig 1881-1886

## Literatura
- Theodor Heuss: Anton Dohrn in Neapel. Berlin: Atlantis-Verlag, 1940. (Englischsprachige Ausgabe: Ders.: Anton Dohrn: A Life for Science. hrsg. v. Christiane Groeben, 1991; ISBN 3-540-53561-6; ISBN 0-387-53561-6.)
- Hans-Reiner Simon (Hrsg.): Anton Dohrn und die Zoologische Station Neapel. Frankfurt/M.: Erbrich, 1980. (= Bibliographia et scientia; 1); ISBN 3-88682-000-9.
- Karl Josef Partsch: Die Zoologische Station in Neapel: Modell internationaler Wissenschaftszusammenarbeit. Göttingen: Vandenhoeck und Ruprecht, 1980; ISBN 3-525-42210-5.